# Laldevīn
Laldevīn (persiska: لَعلِدبين, للدوين) är en ort i Iran.   Den ligger i provinsen Golestan, i den norra delen av landet, 290 km nordost om huvudstaden Teheran. Laldevīn ligger 1 meter över havet och antalet invånare är 557.
Terrängen runt Laldevīn är platt åt nordväst, men åt sydost är den kuperad.Runt Laldevīn är det ganska tätbefolkat, med 207 invånare per kvadratkilometer. Närmaste större samhälle är Gorgan, 12,0 km öster om Laldevīn. Trakten runt Laldevīn består till största delen av jordbruksmark.